# أغسطس ميتي
أغسطس فيلهلم ميتي (من مواليد 1 نوفمبر 1908 - 9 أغسطس 1987) كان موظفًا في قوات الأمن الخاصة في ألمانيا النازية. عمل في مركزي جرافنيك وهادامار للقتل الرحيم، ثم في معسكر الإبادة تريبلينكا. قُبض على ميتي في عام 1960 وحوكم في ألمانيا الغربية لمشاركته في القتل الجماعي لما لا يقل عن 300 ألف شخص؛ في عام 1965، أدين وحُكم عليه بالسجن المؤبد.

## السيرة
ولد ميتي في عام 1908 في ويستركابلن من الإمبراطورية الألمانية، وهو ابن لطحان ومزارع. أكمل ميتي المدرسة الابتدائية قبل وفاة والده في عام 1921. عمل ميتي مع شقيقه في مزرعة العائلة وكطحان في مطحنة الدقيق. كان ميتي متزوجًا ولديه ثلاثة أطفال.
في بداية عام 1940، انضم ميتي إلى الحزب النازي، وسرعان ما انخرط في برنامج T-4 Euthanasia. نصحت غرفة الزراعة المحلية في مونستر ميتي بوظيفة في مركز القتل الرحيم في غرافنيك، ووافق على عرض للعمل في المزرعة التي كانت ملحقة بمركز القتل هذا. من مايو 1940 إلى أكتوبر 1941 عمل في غرافنيك. ثم أصبح ميتي أكثر انخراطًا في عملية القتل في مركز هادامار للقتل الرحيم، حيث كان يعمل وقادًا. أي، قام بإزالة الجثث من غرف الغاز، وكسر الأسنان الذهبية، وحرق الجثث، وقام بمهام أخرى حول غرف الغاز ومحارق الجثث. في نهاية يونيو 1942، تم نقله إلى بولندا المحتلة للمشاركة في عملية راينهارد، وتم إرساله إلى تريبلينكا.
في معسكر تريبلينكا، اكتسب ميتي سمعة سيئة بسبب قسوته. أطلق عليه السجناء لقب "ملاك الموت". كان ميتي مسؤولاً عن المستوصف المزيف المعروف باسم لازيرت، وهو ثكنة صغيرة محاطة بسياج من الأسلاك الشائكة حيث تم نقل المرضى والمسنين والسجناء الصعبين عن الأنظار مباشرةً من وسائل النقل الوافدة حديثًا. تم إرسال أطفال النساء المريضات والأطفال الذين وصلوا بمفردهم في وسائل النقل معهم. تم إطلاق النار عليهم من مسافة قريبة على حافة حفرة دفن بعمق سبعة أمتار. نفذ ميتي معظم عمليات القتل هذه بيده،  بمساعدة مرؤوسه ويلي مينتز الملقب بـ "فرانكشتاين" من قبل السجناء،  الذي قتل وحده الآلاف،  بالإضافة إلى ماكس مولر، "أميريكانير". مرتدياً ملابس طبية، ميتي يقول "عالجت كل فرد بحبة واحدة".
كما أشرف ميتي على ساحة "الاختيار" القريبة للعمل القسري في المخيم. كان يتجول ويفحص السجناء اليهود. أولئك الذين اعتبرهم مرضى أو ضعفاء للغاية للعمل بالسرعة المطلوبة تم نقلهم من منطقة الاختيار إلى لازيرت. كان ميتي يقف كل رجل بالقرب من حفرة تشتعل فيها النيران باستمرار، ويصوب بهدوء بندقيته ويطلق النار عليهم. في بعض الأحيان، كان ميتي يأمر الضحية بخلع ملابسها أولاً.
كان ميتي أيضًا يفتش السجناء. إذا وجد ميتي نقودًا أو طعامًا أو أي شيء على الإطلاق، فسيضربهم بوحشية قبل أن يسير بهم إلى لازيرت. في الأحداث التي لم يجد فيها ميتي شيئًا يدينها، كان لا يزال يختلق سببًا لضرب السجين وإحضاره إلى لازيرت. كما زار ميتي ثكنة المعيشة وغرفة المستشفى للسجناء، حيث كان ينقل المرضى ويطلق النار عليهم. 
وصف ميتي أفعاله في الشهادة:
سعى ميتي أيضًا إلى البحث عن ضحايا من أجزاء أخرى من المخيم ليتم إحضارهم إلى لازاريت وإطلاق النار عليهم؛ الضحايا الذين جرحهم كورت فرانز ببندقيته الصيد أو قفازات الملاكمة، سجناء تعرضوا للجلد بسبب "جرائم" مختلفة أو لأسباب أخرى. سيقرر ميتي أن هؤلاء السجناء كانوا أضعف من الضربات التي تعرضوا لها ولم يعودوا صالحين للعمل، لذلك كان يطلق النار عليهم.
بعد إغلاق تريبلينكا في نوفمبر 1943، تم إرسال ميتي إلى ترييستي مع آخرين كجزء من عملية راينهارد.

## المحاكمة والإدانة
بعد الحرب، سقط ميتي في الأسر الأمريكية، ولكن سرعان ما أطلق سراحه. بعد ذلك، عمل ميتي في مجال الزراعة/الطحن الخاص بالعائلة حتى عام 1950، ثم كمدير عام لجمعية المدخرات والقروض في لوت. واعتقل مرة أخرى في 27 مايو / أيار 1960 واحتُجز قبل المحاكمة في دوسلدورف-ديريندورف. في 3 سبتمبر 1965، في محاكمة تريبلينكا الأولى، أدين ميتي بالمشاركة في القتل الجماعي لما لا يقل عن 300000 شخص وتسعة أشخاص على الأقل تم عرضهم عليه بالتفصيل. وحُكم عليه بالسجن مدى الحياة هناك. في 27 فبراير 1985، تم إطلاق سراح ميتي بشروط من السجن، وتقاعد بالقرب من أوسنابروك، إلى منزله التيرولي الذي تم شراؤه بالنهب من تريبلينكا. توفي عام 1987.